# Storrun
Storrun är ett fjäll vid Övre Oldsjön i Offerdals socken, Krokoms kommun, Jämtlands län. På fjället finns sedan 2009 en vindkraftspark bestående av 12 vindkraftverk.